# الثدييات المكتشفة في الألفية الثانية
الثدييات المكتشفة في الألفية الثانية تتضمن هذه القائمة أنواع ثدييات موجودة اكتشفها العلماء وتمت تسميتها رسميًا وتقديمها إلى العامة عام 2000 أو بعد ذلك. وكذلك بعض الأنواع الملحوظة قد تضمنتها القائمة وذلك حيث أعاد العلماء اكتشاف ثدييات أعلن العلماء أو اعتقدوا بدرجة كبيرة أنها أصبحت منقرضة. بالرغم من دراسة الثدييات بصورة جيدة مقارنة بمجموعات حيوانات أخرى إلا أنه لا يزال العلماء يكتشفون أنواعًا جديدة.
ولا تتضمن هذه القائمة الحفريات المكتشفة حديثًا.

## الجرابيات
اكتشف العلماء خمسة أنواع جديدة على الأقل من الجرابيات منذ عام :2000
- أوبسوم الدلتا (حيوان الدلتا المغازل)،
- أوبسوم موندولفي رباعي الأعين (موندولفي المغازل)،
- بنديكوت أرفاك بيجيم (ميكروبيروريستيس الألبي)،
- أوبسوم قصير الأذن (تريكوسيوريس كانينيوس)،
- أوبسوم نحيل أحمر البطن (كربتونانيوس إجنيتيوس).

## الأفيال
في عام 2001، ظهرت أدلة تشير إلى أن الفيل الإفريقي (لوكسودونتا أفريكانا) والذي اعتبره العلماء نوعًا واحدًا، كان نوعين في الواقع، كما أن فيل الغابات الإفريقية الأصغر كان في الواقع أحد الأنواع المميزة (لوكسودونتا سيسلوتيس). يشار حاليًا إلى لوكسودونتا. أفريكانا باسم فيل الدغال الإفريقي. بالمعنى الدقيق للكلمة، لا يعتبر هذا نوعًا اكتشف حديثًا ولكنه علاج تشريحي بديل، مثلما كان الـسيسلوتيس يعرف بصورة واسعة ولكن ليس على سبيل أنه نوع فرعي.

## الكسلان
أطلق العلماء اسم الكسلان القزم ثلاثي الأظافر (براديبوس بيجمايوس) عام 2001 بعد اكتشافه في مستنقعات المنجروف في جزيرة إسكودو دي فراجيوس إحدى الجزر الصغيرة للساحل الغربي في بنما. وتزن نحو 40% أقل من حيوان الـكسلان بالبر الرئيسي، وتعتبر 20% أصغر حجمًا ولديها أطراف مميزة مزودة بشعر طويل.

## الرئيسيات
منذ عام 2000 وصف العلماء 25 نوعًا جديدًا على الأقل من الرئيسيات -16 ليمورًا وتسعة قرود بما يتضمن قرد القصر الذهبي دوت كوم أو ماديدي تيتي والذي سمي تبعًا لأحد المزادات.

## الأرنبيات
اكتشف العلماء ثلاثة أنواع من الأرنبيات في القرن الواحد والعشرين:وهي البيكا السوداء وأشوتونا نيجريتا وأرنب أرض فنزويلا المنخفضة أو سلفيلاجيوس فارينينسيس والأرنب المخطط الفيتنامي ونيسولاجيوس تيمينسي.

## القوراض
يصف العلماء عدد القوارض كل عام. ومن الجدير بالملاحظة مما وصفه العلماء منذ عام 2000 الفأر القبرصي أو موس صبراكيوس، وفأر الصخر اللاوسي أو لاونستيس أنيجماميس والذي يمثل عائلة دياتوميدي اعتقد العلماء أنها انقرضت منذ عصر الميوسين ووصفوها بأنها حفريات حية.

## الخفافيش
وصف العلماء نحو 30 نوعًا جديدًا من الخفافيش منذ عام 2000 حيث وجدت الأنواع الجديدة في إفريقيا وأمريكا اللاتينية وآسيا وأوقيانوسيا وأوروبا.

## شفعيات الأصابع
منذ عام 2000 وصف العلماء العديد من الأنواع الجديدة من سيتارتيوداكتيلا تتضمن ثلاثة أنواع مائية وهي (الدرفيل أفطس الزعنفة الأسترالي وحوت بيرن المنقاري وحوت البالينوبيترا الفقاري و ثلاثة شفعيات أرضية هي وزفلت مونتجاك وبقري الأحراش العملاق وموستشيلو كاثيجري. وعلاوة على ما سبق، اعتبر العلماء أن حوت الشمال الصائب نوعًا واحدًا من نوعين مقترحين حيث ينقسم إلى نوعين الهادئ والأطلسي.

## آكلات اللحوم
وصف العلماء العديد من الأنواع الفرعية الجديدة للأنواع المعروفة. وبالإضافة إلى ما سبق، اقترح العلماء معالجة تشريحية بديلة للنمر ذي البقع والذي اعتبر أصنوفة دياردي سابقًا أحد الأنواع الفرعية من نيوفيليس نبيولوزا حيث اقترح العلماء أن يكون نوعًا مستقلًا، النمر ذو البق البورني (نيوفيليس نبيولوزا

## وصلات خارجية
- Earthlife.net: Twenty-first Century Mammals